# JEGA
JEGA (Japanese Enhanced Graphics Adapter, японский улучшенный графический адаптер) — это аппаратное обеспечение и система для дисплеев на основе AX архитектуры, выпущенное совместными усилиями ASCII Corporation и Chips and Technologies.
Обеспечивалась частичная совместимость с EGA, но с разрешением 640 × 480, не совместимым с аппаратным обеспечением в более позднем популярном режиме VGA. В JEGA использовались технологии видеочипа Super EGA (совместимом с EGA) P82C435 и ASCII JEGA V6367. В текстовом режиме (символьное отображение) V6367 взаимодействует между центральным процессором и видеопамятью графического чипа.

### AX-VGA
Более поздний AX-VGA/H следует за этой системой, и работает в графическом режиме VGA. Программное обеспечение, которое имитирует работу этого японского чипа, является AX-VGA/S. Требования к оборудованию также реализуются путём расширения видео BIOS (Int 10h) для Intel 286 и последующих.